# Донатир

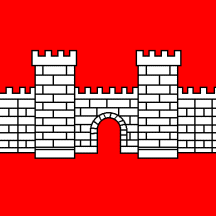
Флаг посёлка Донатир

Донатир (фр. Donatyre) — посёлок в коммуне Аванш. Находится в кантоне Во, в Швейцарии, недалеко от озера Муртензе.
До 2006 года имел статус коммуны.

## История
Первое упоминание о коммуне появилось в 1228 году под названием Donnatieri (Доннатьери). Также более новые упоминания:
Domna Thecla (Домна Тэкла) (1343 год)
Dompna Thecla alias Donatiere (Домпна Тэкла альяс Донатьер) (1453 год)
Donnatyre (Доннатир) (1584 год)
Donatire (Донатир) (1849 год)
Название места относится к мученической святой Фёкле (Домина Тэкла), которому посвящена романская часовня, записанная как Швейцарское культурное благо национальное значение.

Деревня Донатир, скорее всего, была построена на том месте, где возвышались Северные ворота римского корпуса Аванша, который пересекает деревню из стороны в сторону. На протяжении Средневековья Донатир принадлежал епископу Лозанны. Дворянство Аванша также владело имуществом на коммуне. Во время Бернской оккупации кантона Во в 1536 году деревня перешла под юрисдикцию коммуны Аванш. Затем, после исчезновения бывшего режима в 1798 году, Донатир был присоединён к кантону Фрибур. Акт посредничества 1803 года возвратил деревню, а также весь район Аванш кантону Во, образуя анклав в кантоне Фрибур.

Романская часовня в Донатире
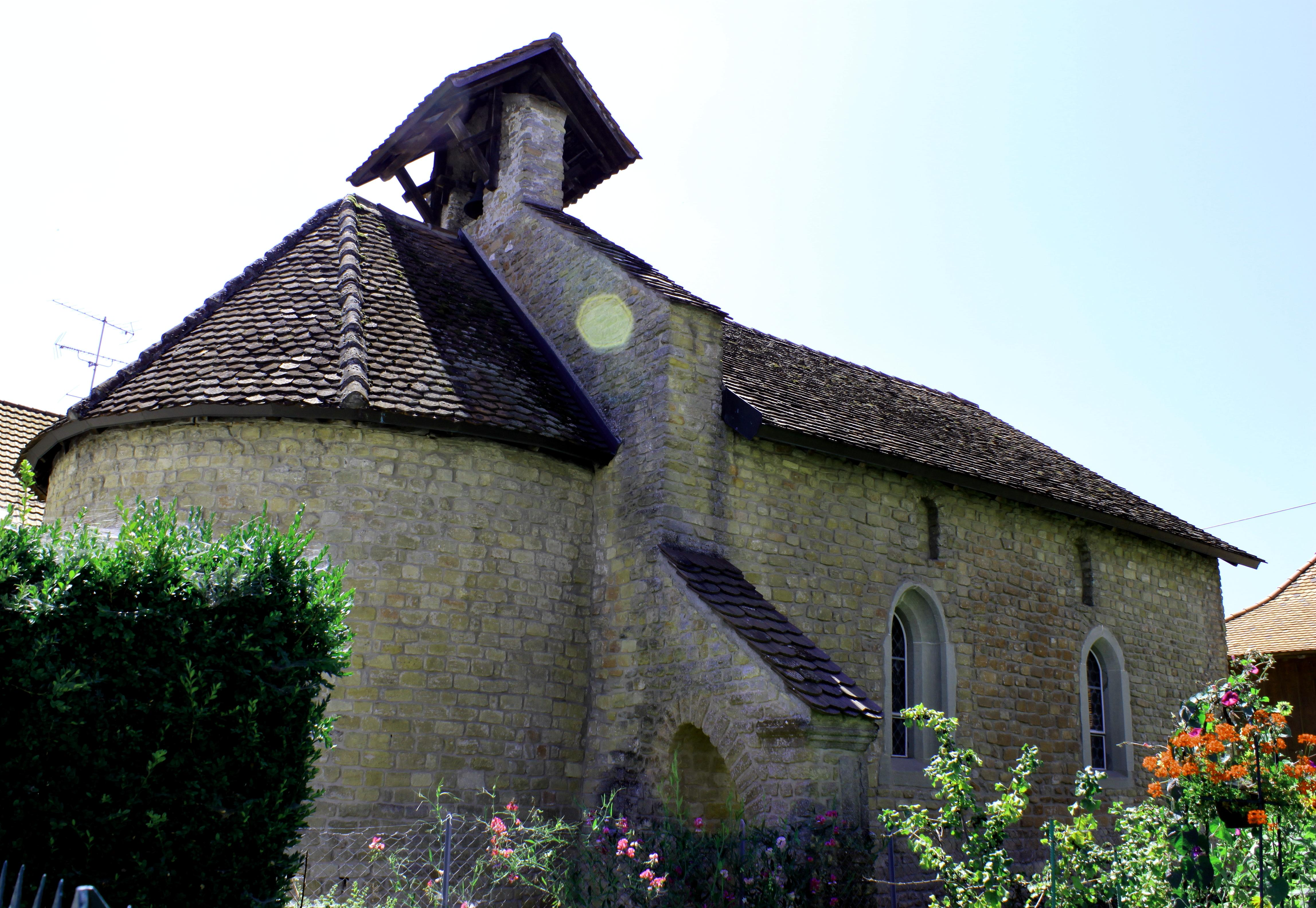
Романская часовня в Донатире
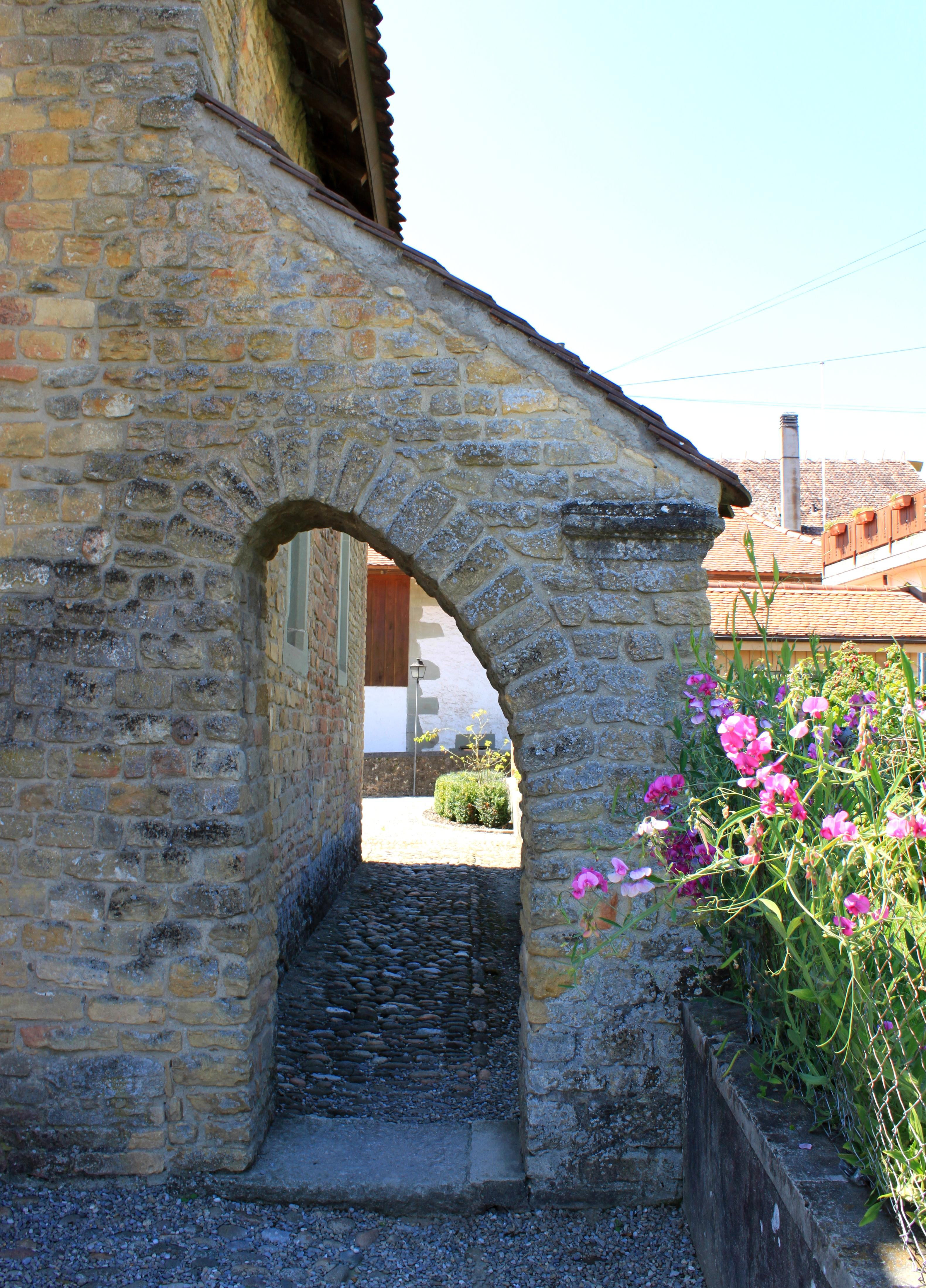
Фрагмент романской часовни в Донатире
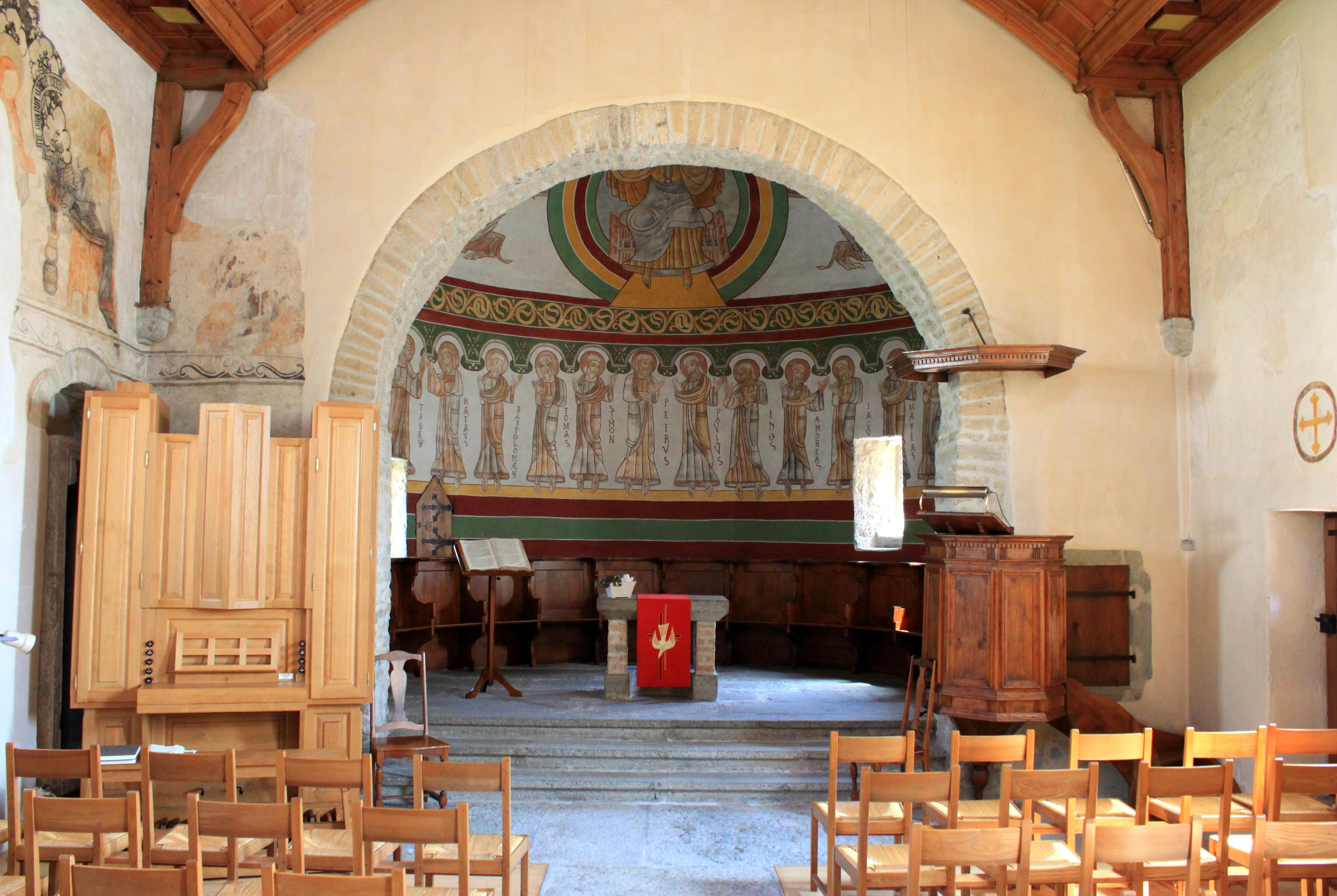
Вид изнутри
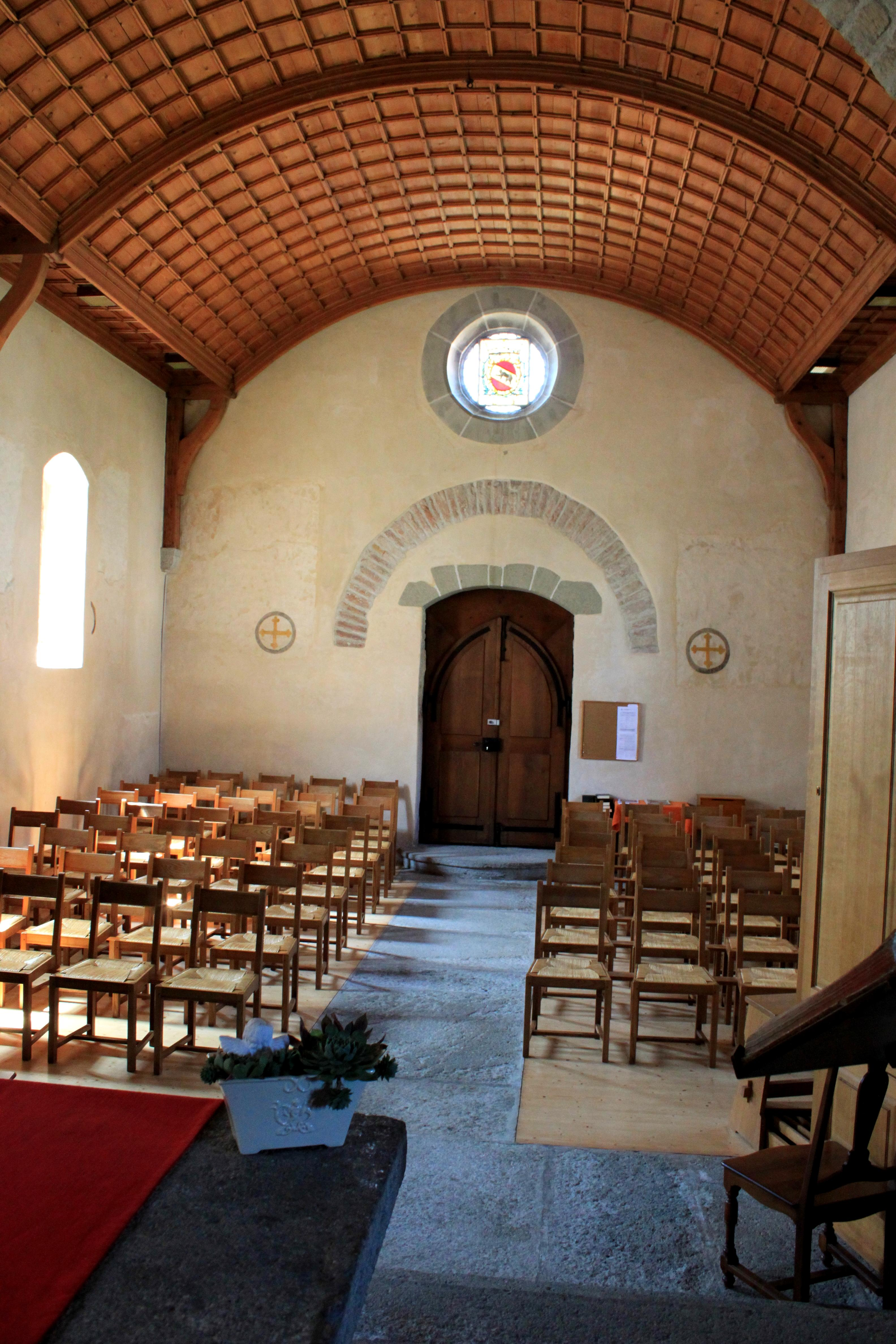
Вид изнутри
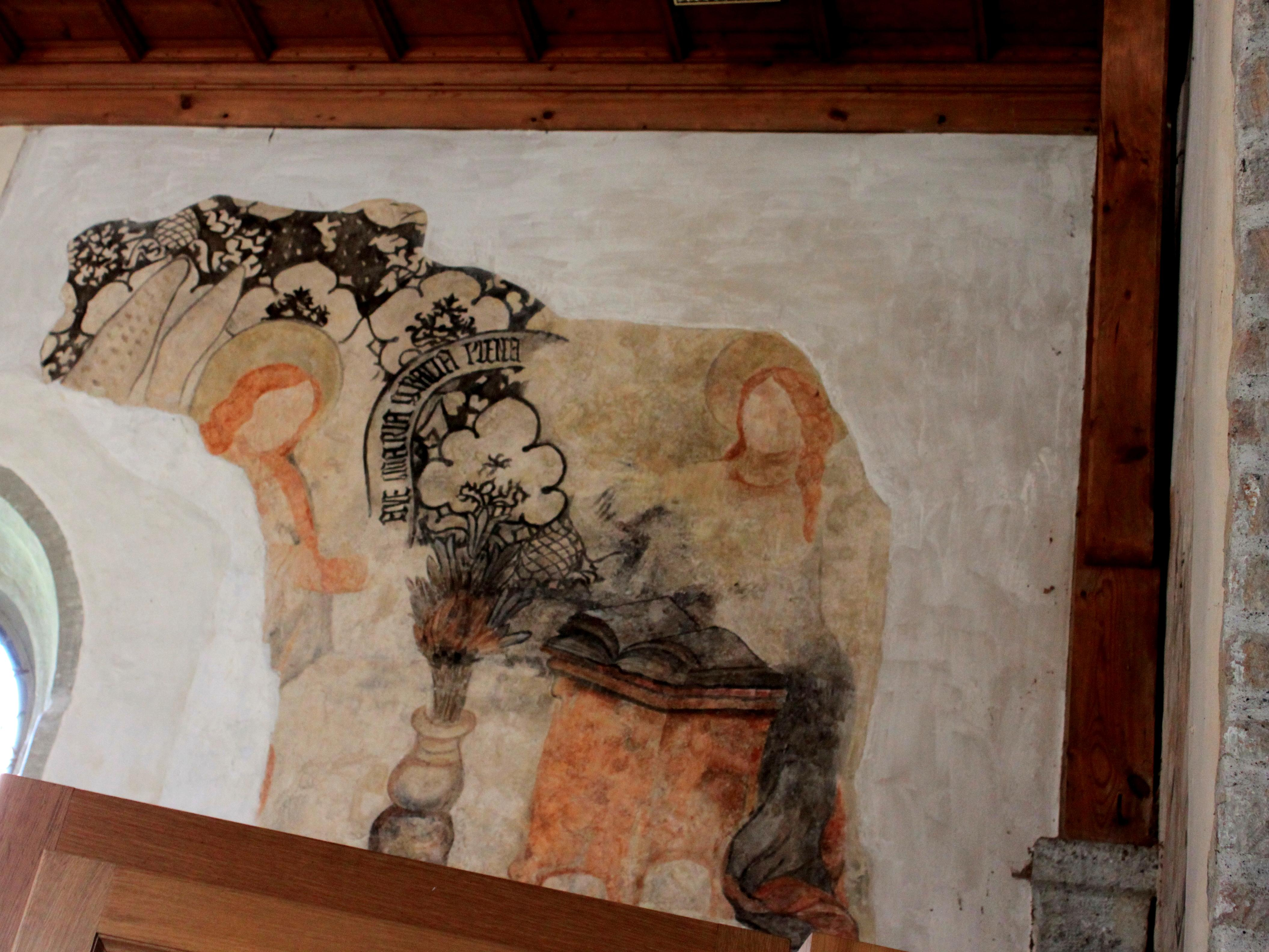
Гравюра в романской часовни в Донатире

## Демография
С 153 жителями (перепись 2005 года) Донатир является одним из самых маленьких муниципалитетов кантона Во. Из жителей 85% - франкошвейцарцы, 11,8% - германошвейцарцы и 3,2% - португальцы (по состоянию на 2000 год). Население посёлка Донатир в 1850 году составляло 198 жителей, в 1900 году- 148 жителей. После того, как к 1980 году численность населения уменьшилась до 101 человека, начался значительный прирост населения.
Демографические изменения приведены в таблице ниже:

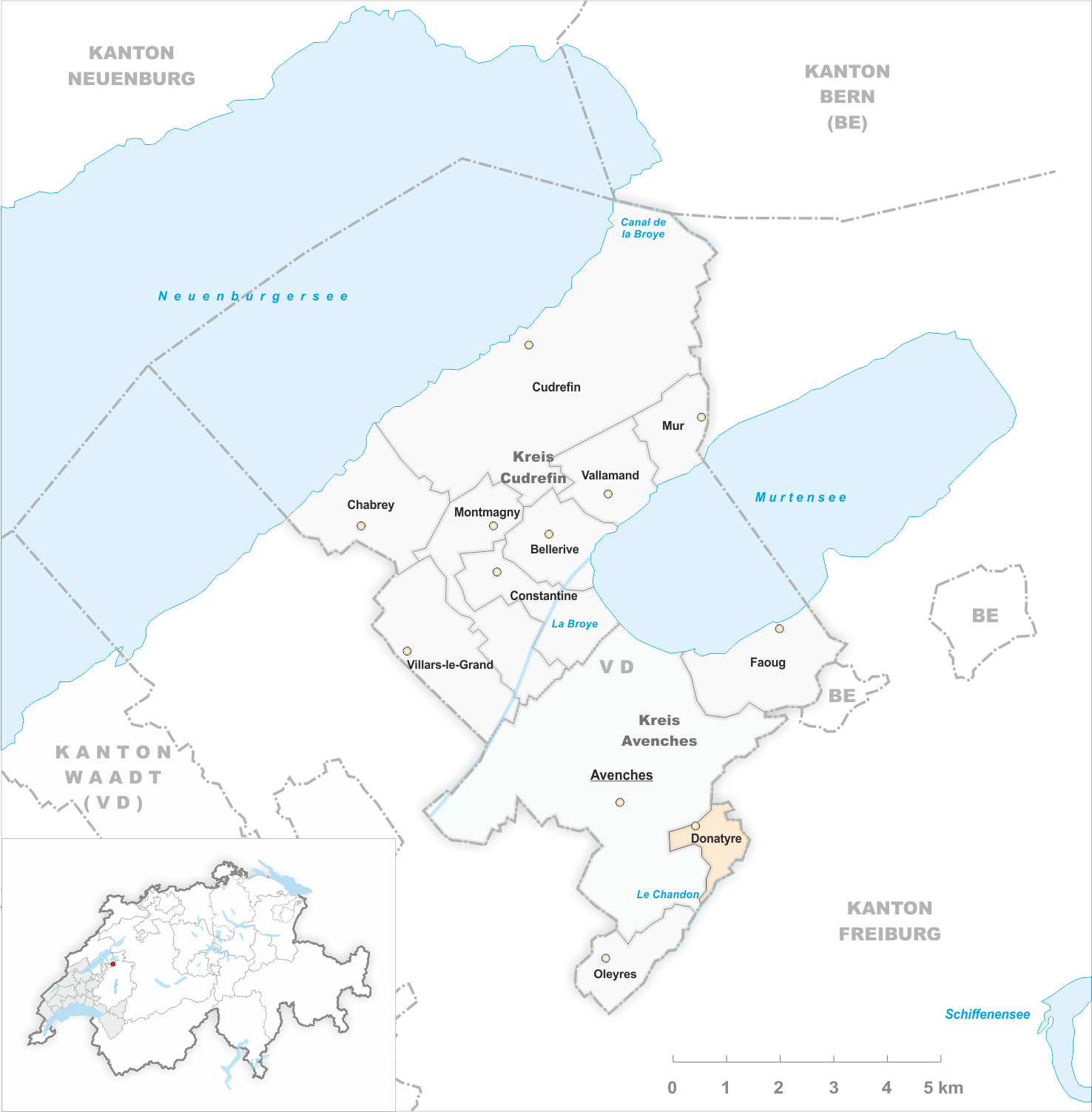
Территория коммуны Донатир до муниципальных объединений 2006 года

## Коммуна
1 июля 2006 года муниципалитет Донатира объединился с муниципалитетом Аванш, после того как 5 июня 2005 года жители обеих коммун приняли этот проект.